# 椏灰蝶屬
椏灰蝶屬（學名：Yasoda）是線灰蝶亞科鹿灰蝶族裡的一個屬。共有5個物種，分佈於東南亞。成蟲以橙色為主，前翅翅面頂區黑色，後翅有長長的翅尾，翅底有幼細的棕色橫紋。

## 物種
- 雄球椏灰蝶 Y. androconifera Frühstorfer, 1912
- 椏灰蝶 Y. pita (Horsfield, 1829)
- 皮塔椏灰蝶 Y. pitane de Nicéville, 1893
- 羅賓椏灰蝶 Y. robinsoni Holloway, 1986
- 三點椏灰蝶 Y. tripunctata (Hewitson, 1863)

## 文獻
- Corbet, A. S., Pendlebury, H. M. & Eliot, J. N. 1992 The butterflies of the Malay Peninsula. Kuala Lumpur: Malayan Nature Society.
- 寿建新 周尧 李宇飞. . 中國: 陝西科學技術出版社. 2006-04-01. ISBN 9787536936768 （中文（简体））.
- Yasoda （页面存档备份，存于） - ftp.funet.fi

## 外部連結
- 维基共享资源上的相關多媒體資源：椏灰蝶屬
- 維基物種上的相關：椏灰蝶屬